# 伊格爾格羅夫 (愛荷華州)
伊格爾格羅夫（英語：Eagle Grove）是一個位於美國愛荷華州賴特縣的城市。

## 地理
伊格爾格羅夫的座標為42°39′54″N 93°54′09″W / 42.66500°N 93.90250°W，而該地的平均海拔高度為340米（即1115英尺）。

## 人口
根據2010年美國人口普查的數據，伊格爾格羅夫的面積為10.46平方千米，當中陸地面積為10.46平方千米，而水域面積為0.00平方千米。當地共有人口3583人，而人口密度為每平方千米342人。